# 金佛山异黄精
金佛山异黄精（学名：Heteropolygonatum ginfushanicum），也叫金佛山鹿药，为百合科舞鹤草属的植物，为中国的特有植物。分布在中国大陆的贵州、四川等地，生长于海拔1,730米至1,800米的地区，见于岩石山及密林中，目前尚未由人工引种栽培。